# Aeromot AMT-300 Turbo Ximango Shark
O Aeromot AMT-300 Turbo Ximango Shark é uma aeronave monomotor produzida no Brasil pela Aeromot.
Foi homologado pela ANAC em 31 de março de 1999.